# Trubel um Trixie
Trubel um Trixie ist ein deutscher Spielfilm von Franz Josef Gottlieb aus dem Jahr 1972.

## Handlung
Die britische Firma ITPC ermittelt über einen Computer die ideale Firma für die Entwicklung eines neuen Spielzeugs: Die Entscheidung der Maschine fällt auf die verfeindeten Wiener Firmen „Wiener Spielwarenfabrik“, Inhaber Otto Wiesinger, und „Wiesinger & Sohn“, geleitet von seinem Cousin Theodor und dessen Sohn Theodor jun., genannt Teddy. Geschaffen werden sollen zwei Millionen Mozartpuppen mit Maschinengewehr und Bonanzahut, die das Wolgalied spielen. Otto lehnt das Angebot ab und Theodor nimmt es an, weil er seinem Cousin zuvorkommen will. Da Otto jedoch an die ITPC übermitteln ließ, dass nicht nur er, sondern auch jeder andere Wiener Spielwarenhersteller dieses Angebot ablehnen werde, wird die ITPC misstrauisch. Bevor sie den Vertrag mit „Wiesinger & Sohn“ unterschreibt, schickt sie ihre Agentin Trixie nach Wien, um mehr über die Firma herauszufinden.
Trixie bewirbt sich unattraktiv verkleidet bei „Wiesinger & Sohn“ als Sekretärin von Teddy und wird eingestellt. Sie findet heraus, dass Theodor einen entscheidenden Passus im Vertrag übersehen hat: Die Lieferung der zwei Millionen Puppen soll bereits bis Jahresende erfolgen. Die dafür nötige Kapazitätenerweiterung würde die Firma jedoch 10 Millionen Schilling kosten, die die Firma nicht hat. Trotz der kaum zu erwartenden Vertragserfüllung schickt Trixie keine Absage an die ITPC, da sie sich in Schürzenjäger Teddy verliebt hat, dem sie unverkleidet begegnet und der sich so ebenfalls in sie verliebt. Als ihr Ex-Freund Ronald im Hotel auftaucht und sie fast verrät, wähnt sich Teddy versetzt und Trixie muss am nächsten Tag ihr verkleidetes und unverkleidetes Ich abwechselnd an ihrem Arbeitsplatz erscheinen lassen, um Teddy wieder für sich zu gewinnen – was zu chaotischen Umkleideaktionen führt.
Sowohl Theodor als auch Otto erfahren, dass ihnen ein Onkel eine Erbschaft hinterlassen hat. Vor allen Dingen Theodor hofft auf etwas von Wert, um die 10 Millionen Schilling doch noch zu bekommen und den Vertrag mit der ITPC zu erfüllen, erhält jedoch einen maroden Zug, der bei einer Probefahrt prompt schrottreif gefahren wird. Auch Ottos Erbschaft, ein altes Schiff, wird bei einer Fahrt zerstört. Unterdessen enttarnt der Enkel des Portiers Trixie als Spionin und auch Teddy erfährt, dass seine große Liebe und die unattraktive Sekretärin eine Person sind, die ihn zudem nur aushorchen wollte. Er bricht mit Trixie, wird jedoch von Ronald eines Besseren belehrt: Trixie habe der ITPC aus Liebe die ganze Zeit geschönte Zahlen des Unternehmens geschickt und behauptet, der Vertrag könne erfüllt werden. Mehr noch: Durch die Nachricht der Erbschaft einer Bahn habe die ITPC an ein Vermögen der Firma geglaubt und den Vertrag nun ihrerseits unterzeichnet. Da der Zug nichts wert war, wird Trixie nun wegen Falschinformation entlassen.
Es kommt zum Happy End, als sich herausstellt, dass der verstorbene Onkel die verfeindeten Cousins nur reinlegen wollte. In Wirklichkeit vererbt er beiden insgesamt 10 Millionen Schilling, die sie jedoch gemeinsam in ein Projekt investieren müssen: Beide entscheiden sich für das Mozartpuppenprojekt. Teddy reist zum Hauptquartier der ITPC und verkündet dem Chef Mr. Brown, dass der Vertrag erfüllt werden wird. Dass Trixie gerade entlassen wurde, ist nicht tragisch, da er sie nun als seine Freundin „ungebunden“ wieder mit nach Wien nehmen kann.

## Produktion
Auslöser für diese Filmkomödie war die erfolgreiche Fernsehserie Wenn der Vater mit dem Sohne, durch die Fritz Eckhardt und Peter Weck bereits als komisches Vater/Sohn-Duo populär geworden waren. Die Uraufführung fand am 19. Oktober 1972 statt.

## Kritik
Das Lexikon des internationalen Films bezeichnete Trubel um Trixie als „deutsches Lustspiel der siebziger Jahre“, während der Filmdienst die Komödie als „dümmliches Lustspiel in anspruchsloser Inszenierung“ kritisierte.
Filmecho/Filmwoche schrieb von einer „routiniert-spielerischen Lässigkeit“, mit der Eckhardt und Weck „ihre Pointen verteilen, sie in die Gegend werfen, halb fallen lassen, geschickt wieder auffangen und sich gegenseitig damit beschmettern“. Uschi Glas bleibe ein bisschen blass, was aber auch dem Drehbuch anzulasten sei, das sie „mehr zur Stichwortgeberin denn zur Hauptperson“ mache.